# 골든 게이트 콰르텟

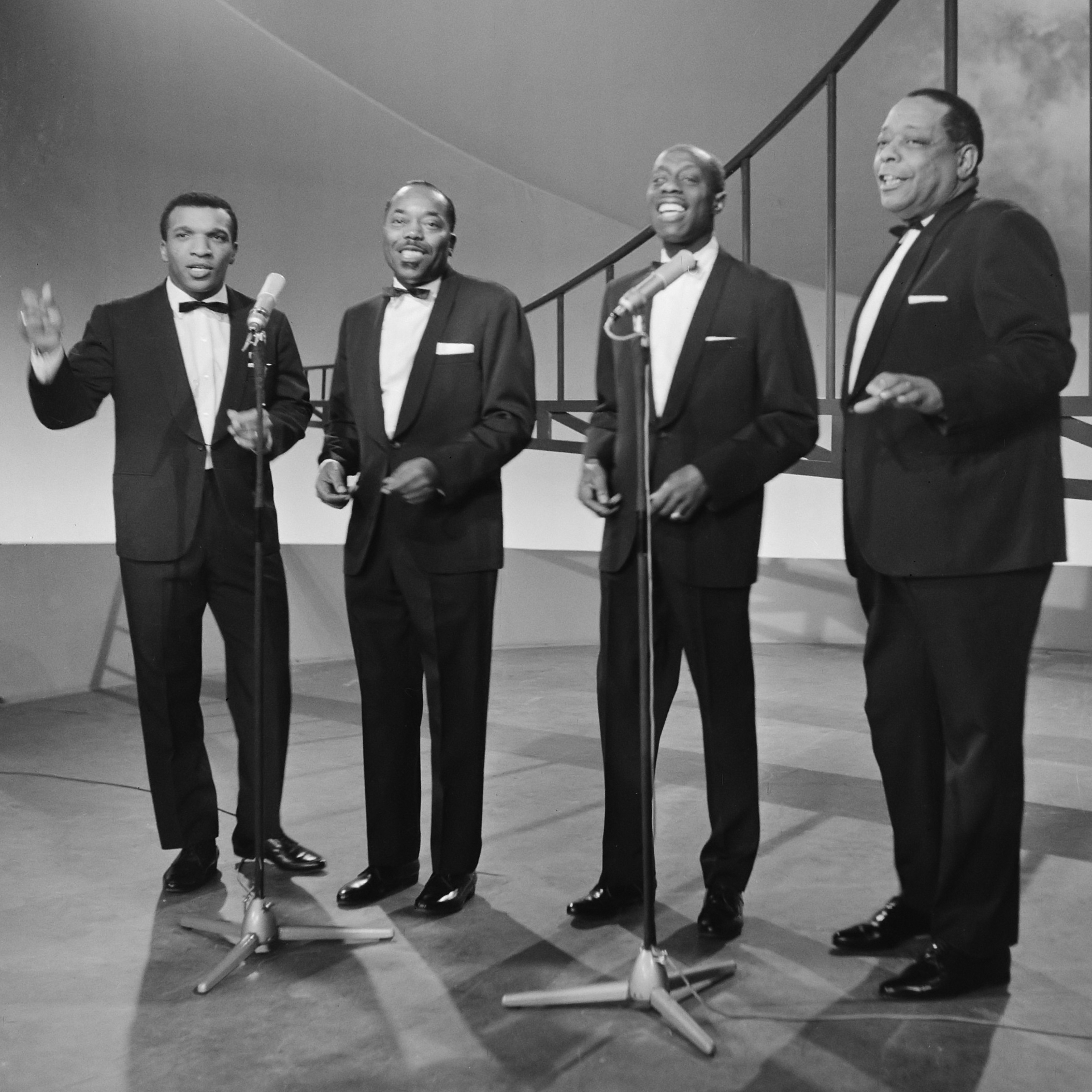
1964년

골든 게이트 콰르텟(Golden Gate Quartet)은 미국의 보컬 그룹이다. 1931년 결성되었다. 성원을 몇 번 뒤바꾼 끝에 현재도 활동 중이다. 주벌리 콰르텟을 기조로 노래한 아프리카계 미국인 그룹 가운데서 가장 성공한 경우다.
1998년 보컬 그룹 명예의 전당에 헌액되었다.
엘비스 프레슬리가 어릴 적부터 굉장한 팬인 터라 군 복무할 제 프랑스의 "Le Casino"에서 그들과 독대하고, 당일 실연을 전부 보고 갔다. 또 호텔 "Prince de Galles"에서 그들과 같이 투숙했다. 나중에 프레슬리는 복음성가 앨범 《His Hand in Mine》에서 이들의 유명곡 〈Swing Down Chariot〉을 자기 식으로 취입하기도 했다.
<제리코의 싸움>을 비롯하여 리듬감이 넘치는 창법으로 흑인계 종교가를 파퓰러화시킨 그들의 공적은 크다. 오리지널 멤버는 윌리 존슨, 헨리 오웬스, 윌리엄 랜드포드, 오란더스 윌슨으로서 모두 버지니아주의 노퍽 출신이다. 남캐롤라이나의 흑인교회에서 노래를 부른 것이 인연이 되어 1935년경부터 프로가 되었다. 멤버의 이동이 많았으나 현재는 프랑스에서 정착한 것으로 보인다.